# Sievern
Sievern is een dorp en voormalige gemeente in de Duitse deelstaat Nedersaksen. Het dorp maakt deel uit van de gemeente Geestland. De oude gemeente Sievern werd in 1974 gevoegd bij Langen, dat zelf in 2015 opging in Geestland.

## Bijzonderheden
Bij Sievern bevindt zich een megalietmonument uit de Jonge Steentijd, en wel van dragers van de Trechterbekercultuur (3500-2800 v. Chr.). Dit Bülzenbett ligt bijna 1½ kilometer ten noordoosten van Sievern. Het is gecatalogiseerd als Sprockhoff-nummer 608. De grafkamer is later ook gebruikt door dragers van de Klokbekercultuur. Meer informatie is aanwezig in het archeologische museum in het kasteel te Bad Bederkesa.
Direct ten zuiden van het Bülzenbett  ligt in een klein bos op de helling van de Wurster Heide een ringwal, de Pipinsburg, en nog iets verderop een tweede, genaamd Heidenschanze, die mogelijk van rond het begin der jaartelling dateert. Op deze locaties hebben tot in de middeleeuwen kastelen en andere versterkingen gestaan, en er is ook vaak strijd om geleverd. De historie ervan is interessant, maar complex. Geïnteresseerden kunnen hier meer over lezen, door op de Duitstalige Wikipedia de artikelen Pipinsburg (Sievern) en Heidenschanze bei Sievern te raadplegen.
Kort ten oosten van het dorp ligt de recreatieplas Sieverner See met daaromheen een vakantiehuisjespark.

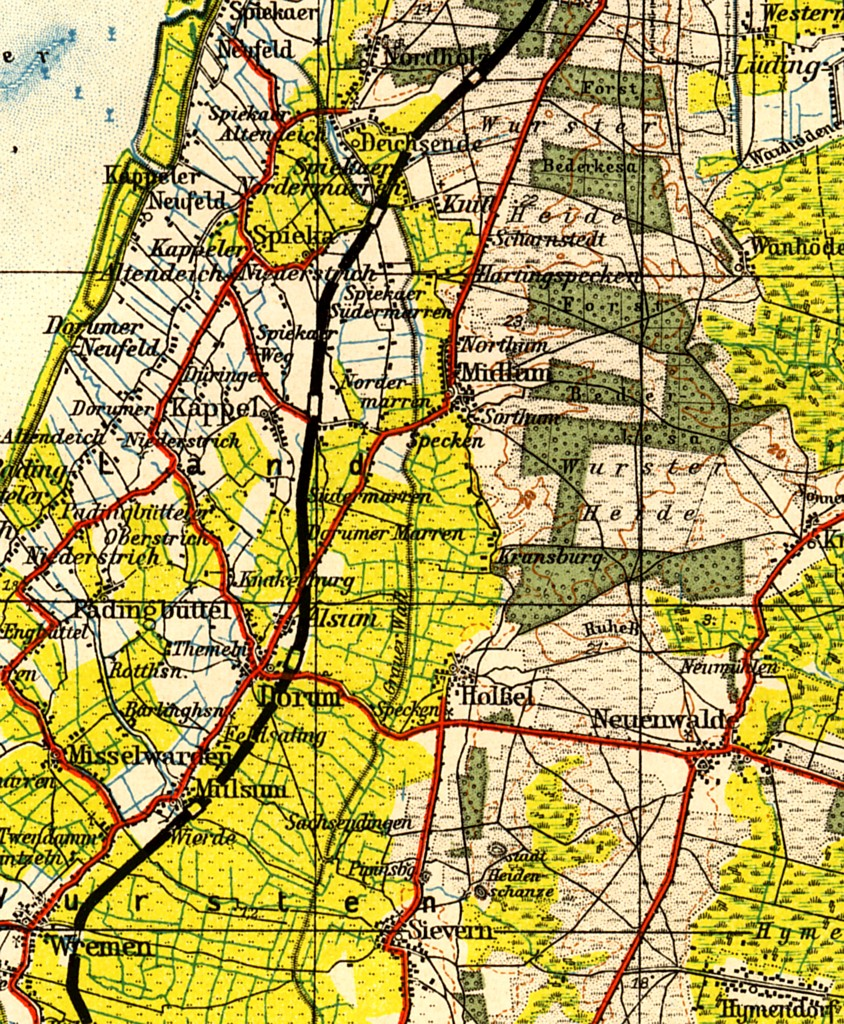
Wurster Heide op een kaart uit 1906 (Sievern ligt rechtsonder)

Bij Sievern en enkele plaatsen in naburige gemeentes strekt zich een geestrug van ca. 20 meter hoog, 20 km lang (in noord<->zuid-richting) en 5 km breed uit, die veel gelijkenis vertoont met de Hondsrug in de Nederlandse provincie Drenthe. Deze draagt de naam Hohe Lieth of Wurster Heide.

## Afbeeldingen

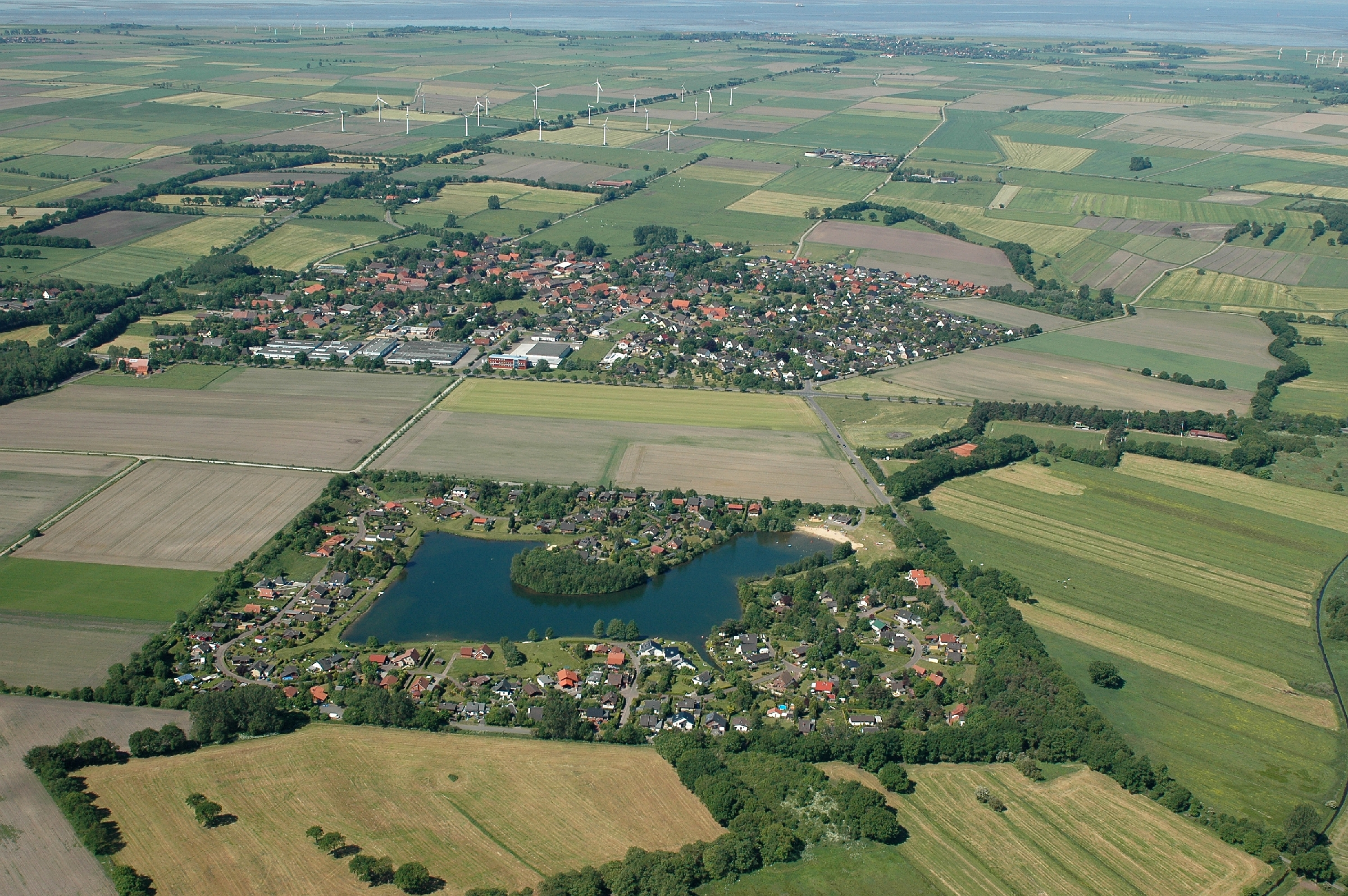
De Sieverner See
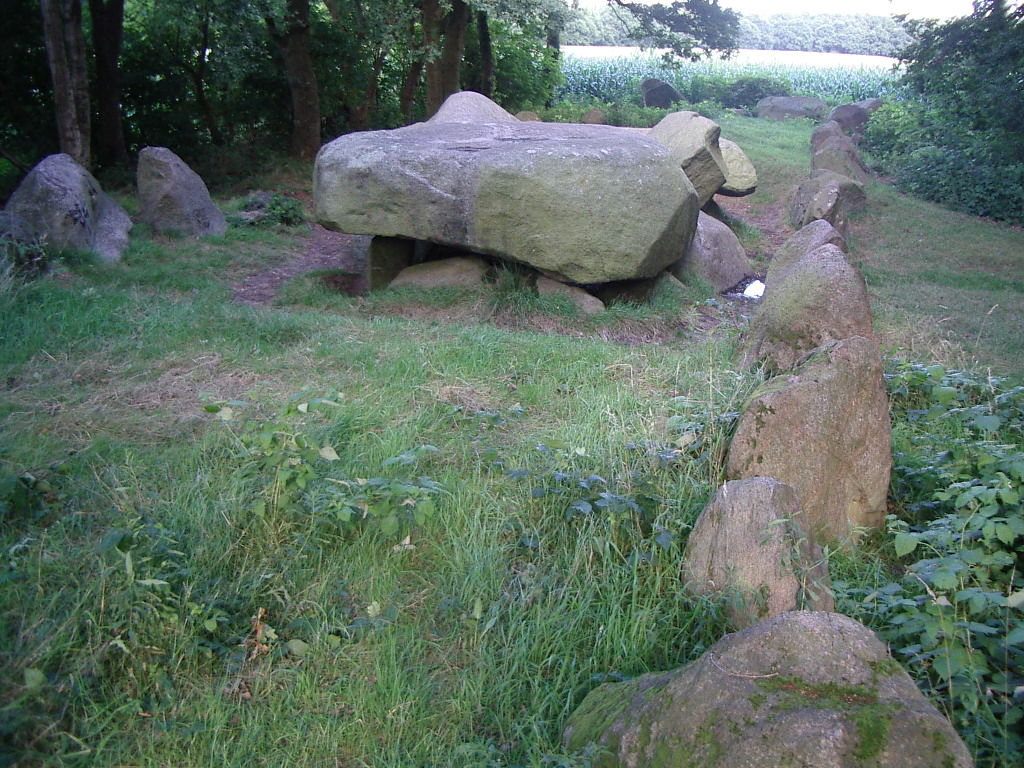
Megalietmonument Bülzenbett
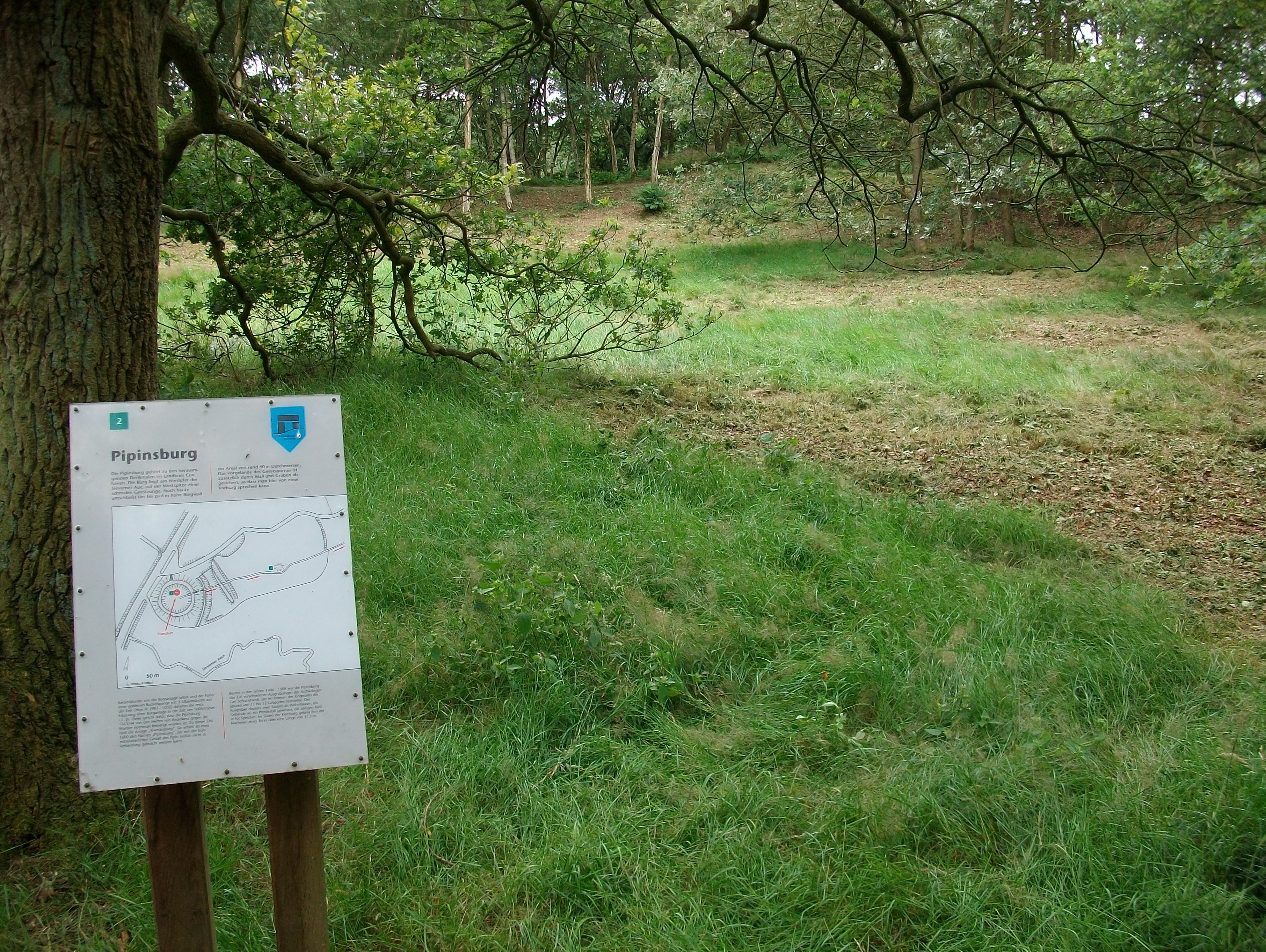
Locatie Pipinsburg

- Virtual International Authority File: 122807912